# 妖狐伝義経千本桜
『妖狐伝義経千本桜』（ようこでん よしつねせんぼんざくら）は、堤抄子による日本の漫画作品。月刊漫画雑誌『月刊Gファンタジー』（エニックス（現：スクウェア・エニックス））にて、1999年から2001年まで連載された。単行本は全4巻。
人形浄瑠璃・歌舞伎の演目である『義経千本桜』を原作に漫画化。ただし本作の主役は、原作での一主役であった佐藤忠信の偽者（狐忠信）ではなく、源義経の偽者が中心になっている。また五行による戦闘シーンの挿入や、玉藻前の登場など、大幅な漫画的アレンジが加えられている。

## あらすじ
時は平安末期、平家追討を果たした源義経ではあったが、後白河天皇より院宣として「初音の鼓」を賜る。そして義経の兄、頼朝の勘気の元となった、平家三将の雁首を本物とすべく西国落ちを決意する。一方、物の怪の長の子であり霊力をもたぬ白狐は、両親を探すべく京の都へと降りる。そこで出合った崇徳院の怨霊に、両親の死と「初音の鼓」の存在を知り、霊力を取り戻すべく源義経を追う。

## 登場人物

### 主な登場人物
白狐（びゃっこ）
物の怪の長の子であるが霊力を持たない。その霊力を取り戻すべく「初音の鼓」を狙う。人間に化けた姿は源義経にそっくり（という設定）。烏帽子の付喪を頭に乗せている。原作での源九郎狐がモチーフ。
貂丸（てんまる）
テンの物の怪で、白狐の従者。作中は主に笑いの要素として描かれる。白狐を慕い、時に小馬鹿にし、足蹴にされ、身代わりにもなる。人間姿は稚児。原作には登場しないオリジナルキャラクター。
源義経（みなもと よしつね）
九郎判官。武勇に優れ、情理を兼ね備えるが、それが仇となり命を落とす。友である白狐に姓名を譲る。
静御前（しずかごぜん）
源義経の愛人。義経より形見として預かった「初音の鼓」が原因で白狐に狙われるが、ある望みを白狐に願う。
崇徳院（すとくいん）
本作では呼称は崇徳院で統一される。怨霊となり自らを魔王（魔界の王）と名乗る。魂を吸い上げるなど驚異的な力を持ち、白狐を引き入れ従わせようとし、戦乱を招くために義経の命を狙う。大天狗。

### 義経の郎党
常陸坊海尊（ひたちぼう かいそん）
法師陰陽師。白狐を義経にすり替え、義経を伝説の英雄として祀り上げようとする。料理上手。
佐藤忠信（さとう ただのぶ）
義経になった源九郎狐（白狐）の正体を知る一人。兄継信は既に壇ノ浦で死亡している。糸目。
武蔵坊弁慶（むさしぼう べんけい）
怪力無双の荒法師。手入れされずに伸びた髭と眉毛が特徴。
伊勢三郎義盛（いせ さぶろう よしもり）
鏡の宿を襲った山賊の一人。源九郎狐の正体を疑い、剣の稽古を申し出る。
鷲尾三郎義久（わしお さぶろう よしひさ）
そばかす顔の猟師の子。一ノ谷の戦いでの功績により義経の名の一部を預かり、元服する。
亀井六郎重清（かめい ろくろう しげきよ）
鼻に傷のある中年。摂津の山中で胸に矢傷を負い、意識薄れて向う桜の山で義経に出会う。味オンチ。
片岡八郎為春（かたおか はちろう ためはる）
白髪白髭を貯えた初老。
熊野喜三太（くまの きさんた）
半首（はっぷり）をした青年。

### 平家三将
渡海屋銀平（とかいや ぎんぺい）
大物浦で船宿を営む無精髭の男。義経一行を嵐の海に誘う。その正体は新中納言平知盛（たいら の とももり）であり、崇徳院の力を受け、亡霊と共に白装束で復讐を誓う。原作二段目。
釣瓶鮓の弥助（つるべずし の やすけ）
正体は三位の中将平維盛（たいら の これもり）。つるべ鮓屋（釣瓶鮓）の手代、平家の旧恩により弥助として匿われているが、権太によってその命を狙われる。原作三段目。
横川の覚範（よかわ の かくはん）
物の怪（崇徳院）の力を借り、宿敵義経とあいまみえることを望む偽の法師、その正体は能登守平教経（たいら の つねのり）。原作四段目。

### その他の登場人物
後白河院（ごしらかわいん）
後白河天皇。崇徳院からは雅仁と呼ばれている。怨霊の恐怖で支配されている。
小天狗相模（こてんぐ さがみ）
天狗。崇徳院の命に従う物の怪。悉く白狐の行く手を阻む。他にもカラス天狗などが居る。
安徳天皇（あんとくてんのう）
この人物の入水による妄執が平知盛を動かす。本作中では原作の通りか、女子の姿で登場。原作では知盛の一人娘である。共に入水した典侍の局は原作では知盛の妻だが、本作では母親である。
権太（ごんた）
いがみの権太。ゆすりやケンカで散々悪さをした挙句に勘当されたつるべ鮓屋（釣瓶鮓）の長男。弥助の正体を嗅ぎつける。原作三段目に登場するが、本作では嫁子供は居ない様子。その為、代わりとして用意したのは…。
お里（さと）
権太の妹。大きな瞳が特徴。弥助とはまもなく夫婦になるという設定。
前髪の従者
作中では名前が出ないが、主馬小金吾武里（通称小金吾）。平維盛の妻子である、若葉の内侍と六代君の護衛をする。
川連法眼（かわつらほうげん）
横川の覚範（平教経）により、常陸坊海尊の頼みを裏切るかたちで義経一行を館に招き入れる。
西行（さいぎょう）
僧侶・歌人である老人。そして吉野宗徒らを薙ぎ倒す強さを兼ね備える。3巻収録の描き下ろし外伝「天の鞠」にも登場。詳しい心情が読み取れる。
玉藻前（たまも の まえ）
本作オリジナルのスペシャルステージとして登場。妖狐の姿として白狐の夢に度々現われる。
源頼朝（みなもと よりとも）
源義経の兄。上総介平広常（かずさのすけ たいら ひろつね）が参軍の際に寄贈したあるお守りが原因で強運に恵まれる。
北条政子（ほうじょう まさこ）
北条時政の長女で、源頼朝の正室。アホ毛が特徴。

## 単行本
1. 2000年発行 ISBN 4-7575-0221-4
2. 2000年発行 ISBN 4-7575-0319-9
3. 2001年発行 ISBN 4-7575-0466-7
4. 2001年発行 ISBN 4-7575-0589-2